# Brephidium fea
Brephidium fea är en fjärilsart som beskrevs av Edwards 1871. Brephidium fea ingår i släktet Brephidium och familjen juvelvingar. Inga underarter finns listade i Catalogue of Life.